# Antoni Osuchowski

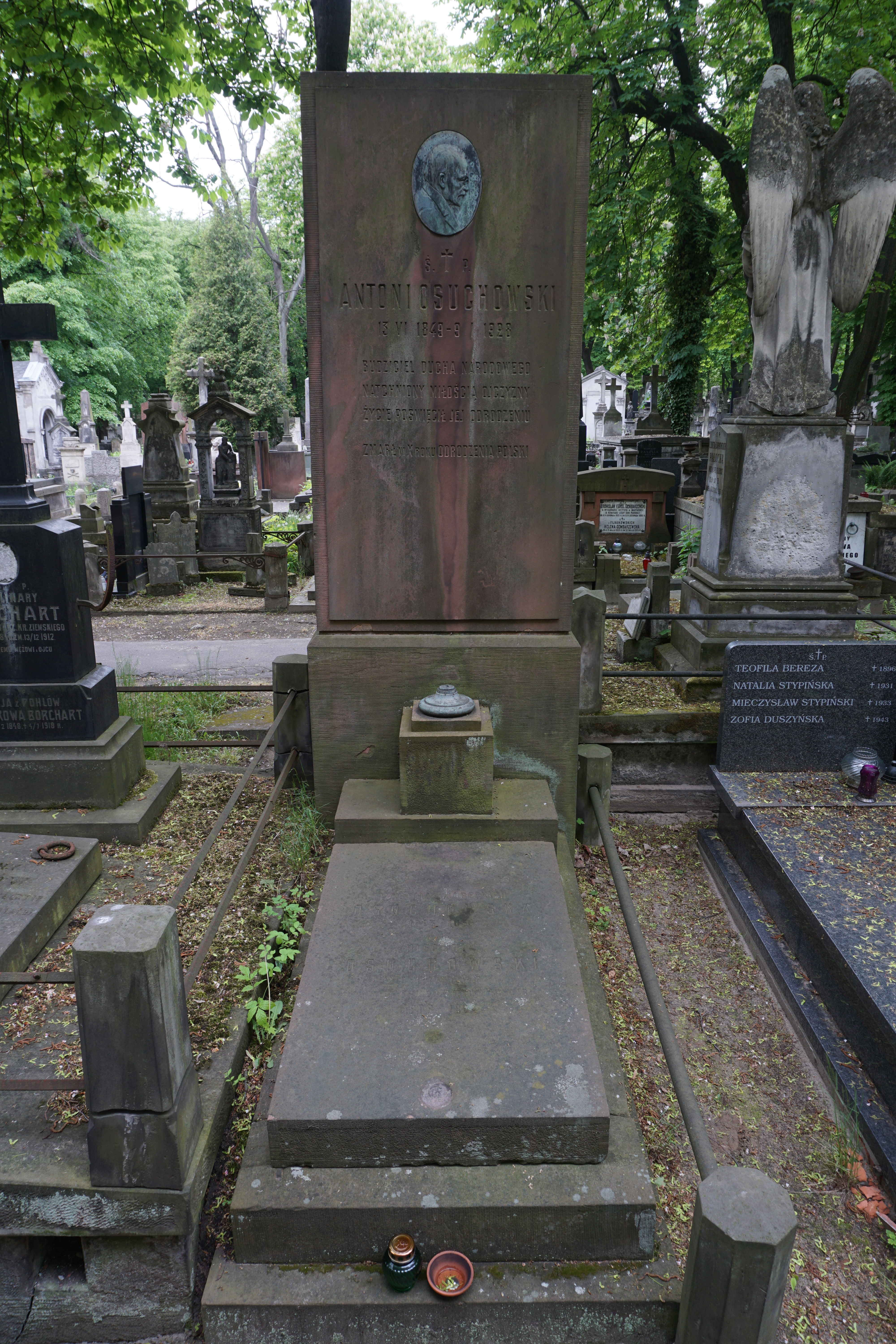
Grób Antoniego Osuchowskiego na cmentarzu Powązkowskim

Antoni Osuchowski (ur. 13 czerwca 1849 w Paryżu, zm. 9 stycznia 1928 w Warszawie) – polski prawnik, publicysta, działacz narodowy na Śląsku, Warmii i Mazurach.

## Życiorys
Wcześnie stracił rodziców. Ukończył szkołę polską na Batignolles w Paryżu a następnie II Gimnazjum w Warszawie. Po maturze od 1866 roku studiował na Wydziale Prawa i Administracji Szkoły Głównej Warszawskiej, przekształconej w 1870 roku na Cesarski Uniwersytet Warszawski, gdzie uzyskał stopień kandydata praw. Po odbyciu dwuletniej praktyki sądowej w latach 1873-1876 był zastępcą patrona a następnie członkiem Trybunału Cywilnego w Warszawie. Po reformie systemu sądowego w latach 1876-1922 był adwokatem przysięgłym przy Sądzie Okręgowym w Warszawie. W latach 1905–1914 należał do warszawskiego Wydziału Związku Adwokatury Polskiej.
Działał na rzecz obrony zagrożonej polskości m.in. w Wielkopolsce, Śląsku Cieszyńskim, Warmii i Mazurach. W tym celu powołał w 1881 do życia Centralny Komitet dla Śląska, Kaszub i Mazur, który prowadził zbiórkę  funduszy na potrzeby oświatowe i kulturalne dla Polaków na obszarach pogranicznych. Był czołowym działaczem oddziału warszawskiego wspomnianego Komitetu, współpracując m.in. z Henrykiem Sienkiewiczem i Erazmem Piltzem.  Na terenie Wielkopolski od 1880 wspomagał Towarzystwo Czytelń Ludowych oraz Poznańskiego Towarzystwa Pomocy Naukowej. W 1886 przeciwstawiając się działaniom niemieckiej Komisji Kolonizacyjnej zasilił zebraną w krótkim czasie kwotą 3 mln marek Bank Ziemski przekształcając go w instytucję skutecznie paraliżującą działania niemieckie. Od 1896 przeciwstawiając się germanizacji i czechizacji polskiej ludności Śląska Cieszyńskiego zorganizował wszechstronną pomoc materialną na rzecz Macierzy Szkolnej Śląska Cieszyńskiego oraz tworzoną przezeń sieć polskich szkół ludowych. Wspomagał też polską prasę na Śląsku. Dzięki jego zabiegom powstało polskie Seminarium Nauczycielskie w Cieszynie. Na Mazurach wspierał wychodzącą tam prasę polską, m.in. "Gońca Mazurskiego" i "Mazura" a także rozwój polskiego czytelnictwa.
Równolegle prowadził akcję na rzecz rozwoju szkolnictwa polskiego w zaborze rosyjskim. Od 1904  był członkiem Towarzystwa Tajnego Nauczania w Warszawie. Z chwilą powstania Polskiej Macierzy Szkolnej mimo sprzeciwu działaczy endeckich został wybrany pierwszym prezesem stowarzyszenia (1905-1908). Przyczynił się do szybkiego rozwoju PMS zapewniając jej przede wszystkim podstawę materialną. Współorganizował w 1905 wraz z Samuełem Dicksteinem, a od 1906 był członkiem zarządu Towarzystwa Kursów Naukowych w Warszawie. Wraz z Henrykiem Sienkiewiczem, Bolesławem Prusem, Adamem Krasińskim i Leopoldem Kronenbergiem założył w 1907  Seminarium Nauczycielskiego w Ursynowie. Od 1911 członek Komitetu, w latach 1913-1914 prezes Towarzystwa Biblioteki Publicznej w Warszawie Działał także na rzecz Akademii Umiejętności w Krakowie, Szczególne zasługi położył dla rozwoju AU - zapewniając jej dzięki pozyskanym legatom samowystarczalność finansową i uniezależnienie od subwencji rządu austriackiego.
Wybuch I wojny światowej zastał go w Szwajcarii. W styczniu 1915 współzałożyciel a następnie prezes i skarbik Komisji Wykonawczej  Szwajcarskiego Komitetu Generalnego Pomocy Ofiarom Wojny w Polsce. Dzięki jego talentowi organizacyjnemu, pracowitości a także entuzjazmowi udało się uruchomić na ogromną skalę tak w Europie jak i Ameryce 174 komitety lokalne które rozpoczęły zbiórkę na rzecz ofiar wojny w kraju. Do 1917 udało mu się zebrać 17 milionów franków szwajcarskich. Dzięki temu wsparciu działające w kraju organizacje samopomocowe jak Rada Główna Opiekuńcza w Warszawie, Główny Komitet Ratunkowy w Lublinie i Książęco-Biskupi Komitet Pomocy w Krakowie mogły prowadzić na szeroką skalę działalność na rzecz poszkodowanych przez wojnę mieszkańców ziem polskich.  Akcja Komitetu objęła nie tylko Polaków w zaborze rosyjskim i austriackim, ale także ewakuowanych w głąb cesarstwa rosyjskiego i do Austrii, żołnierzy w obozach jenieckich oraz młodzież studiującą za granicą. Sam Osuchowski podkreślał swą apolityczność i nie angażował się w istniejące w tym czasie spory polityczne.
Po powrocie do kraju w czerwcu 1918 nadal prowadził praktykę adwokacką W listopadzie 1918 roku z jego inicjatywy i pod jego przewodnictwem powstał Warszawski Komitet Obrony Lwowa, który oprócz niesienia pomocy materialnej, wydawanymi odezwami nawoływał do zorganizowania odsieczy Lwowa. W latach 1920–1921 zorganizował na szeroką skalę wsparcie dla polskich działaczy plebiscytowych na Warmii i Mazurach. W ostatnich latach życia podjął działania na rzecz wspierania Polaków którzy pozostali na emigracji, bądź zostali odcięci nowymi kordonami granicznymi od reszty kraju jak Polacy na Śląsku Cieszyńskim, Śląsku Górnym a także Warmii i Mazurach. W tym celu w 1922 założył Towarzystwo Opieki Kulturalnej nad Polakami za Granicą im. A. Mickiewicza.
Został pochowany na cmentarzu Powązkowskim w Warszawie (kwatera 20-5-26).

## Wyróżnienia i odznaczenia
W 1917 roku otrzymał Nagrodę Fundacji Erazma i Anny Jerzmanowskich dla najwybitniejszych polskich naukowców, twórców kultury i działaczy humanitarnych – laureaci byli wybierani przez Polską Akademię Umiejętności. 11 lipca 1921 został odznaczony Orderem Orła Białego „za wybitne zasługi, położone dla Rzeczypospolitej Polskiej na polu działalności oświatowej, obywatelskiej, a w okresie wojny światowej i filantropijnej”. W latach 1921–1928 był podskarbim tego orderu. Jest patronem I Liceum Ogólnokształcącego w Cieszynie, jego imieniem nazwano ulicę w Bielsku-Białej.

## Rodzina
Urodził się w rodzinie emigranta politycznego, był synem powstańca listopadowego i członka Towarzystwa Demokratycznego Polskiego Hieronima i Izabeli z Góreckich (zm. 1853). Do końca życia pozostał samotny.